# Šarišský hrad
Šarišský hrad patří k nejrozsáhlejším středověkým hradům na Slovensku. Jeho celková zastavěná plocha převyšuje 4,5 hektaru. Je postaven na Šarišském vrchu – kuželovitém andezitovém 570 metrů vysokém kopci nad městečkem Velký Šariš.

## Historie
Archeologický výzkum dokázal osídlení hradního vrchu již v neolitu, v pozdní době kamenné a v mladší době bronzové (13. až 11. století př. n. l.). Další období osídlení bylo prokázáno na přelomu letopočtu, až do 4. století. Poté byla kontinuita osídlení přerušena a pokračovala v 10.–12. století.
Přesné období výstavby základní středověké stavby není známo. Výstavba nového hradu začala v 13. století. Z té doby pochází i první zmínka o hradu jménem Sarus (1245). Hrad byl postaven, aby chránil severojižní obchodní cestu údolím řeky Torysa. Již od svých počátků byl královským hradem. Byl sídlem králů v době, kdy pobývali v Šariši.

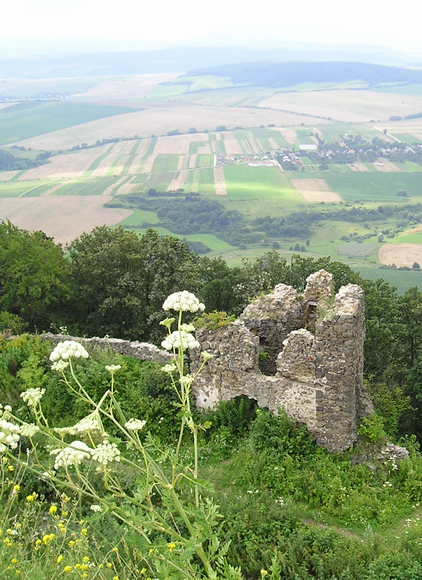
Pohled na západ k Medzanům

Po vzniku Šarišského komitátu ve čtyřicátých letech 13. století se hrad stal centrem nového správního celku, sídlem Šarišských županů. Na začátku 14. století se hradu zmocnil rod Omodejů, nepřátel krále Karla Roberta. Noví majitelé hrad rozšířili o obytné i hospodářské objekty a zesílili jeho opevnění. Hradní kapitán Demeter z něj terorizoval okolní města a králi věrné zemany. Po Bitvě u Rozhanovců (1312) se stal opět královským majetkem. Král Zikmund Lucemburský daroval hrad roku 1405 Petrovi Perényimu a od něj ho později získali Šoóšovci. Na krátkou dobu, v letech 1441–1460, obsadil hrad Jan Jiskra z Brandýsa a jeho kapitáni. Po neúspěšném obléhání ho nakonec dohodou získal král Matyáš Korvín.
V druhé polovině 15. století byl majetkem Perényů, kteří ho opět rozšířili a opevnili novou hradební zdí. Perényiové v roce 1526 po bitvě u Moháče přešli na stranu Jana Zápolského a 4. prosince 1536 okupovali Košice. Císařské vojsko hrad obléhalo a v roce 1537 i dobylo. Na Šarišský hrad se přesunuly provinční orgány z královského domu v Košicích. Obavy z nájezdů Turků po bitvě u Moháče způsobily posílení jeho obranného systému. Hrad Šariš se tak stal centrem habsburské části kraje od Tater po Tisu. Habsburkové ho přestavěli na mohutnou vojenskou pevnost s kasárenským stylem života. Měl stálou posádku asi 200 pěšáků a značný arzenál.
V roce 1642 se hrad dostal do držby magnátského rodu Rákocziů, kteří obývali honosný zámeček v podhradí. Tato mohutná pevnost však nezasáhla do následujících pohnutých událostí posledních protihabsburských povstání. V roce 1660 vybuchl sklad střelného prachu a celý hrad značně poškodil. V následujících letech byl proto užíván pouze k ubytování vojska. Hrad v roce 1687 vyhořel a více nebyl obnoven. Poslední z Rákocziů, sedmihradský kníže František II. Rákóczi, známý bojovník za svobodu Uherska, zemřel ve vyhnanství v Turecku a hrad přešel po ženské linii do vlastnictví rodu Aspermont, později ho vlastnili Szirmayové. Posledním vlastníkem hradu byl královský komorník Gejza Puľský.

## Archeologie
Nejstarší osídlení hradního kopce je prokázáno nálezy neolitické keramiky a štípaných kamenných produktů. Další období osídlení hradu (od přelomu letopočtů po 4. století) prokazují nálezy pozdně laténské grafitové keramiky a lité bronzové spony.

## Stavební podoba

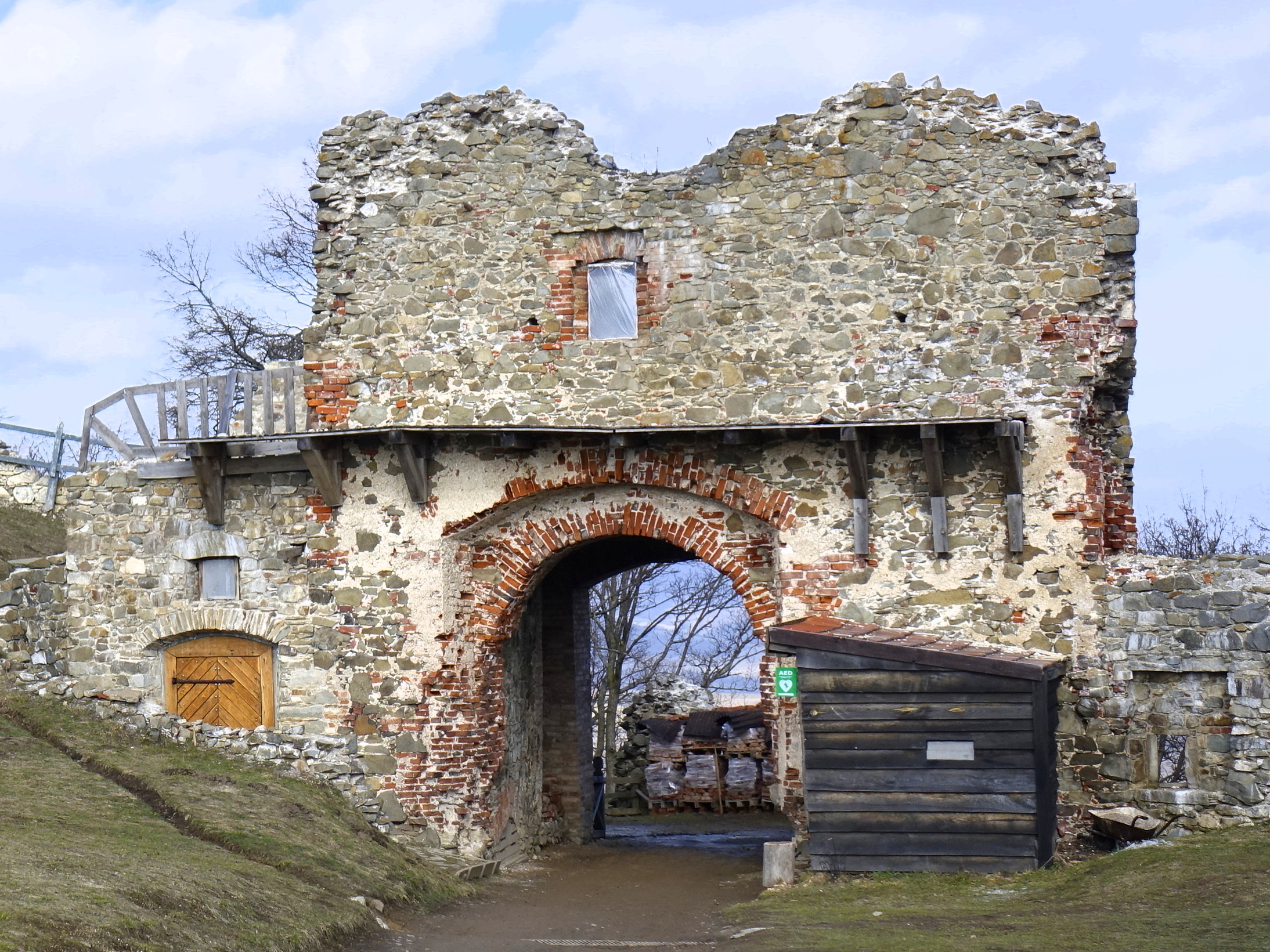
Brána

V průběhu staletí hrad prošel několika stavebními úpravami. Centrem hradu byla hranolová věž (donjon) s rozměry 13,2 × 13,2 metru a tloušťkou zdí 4,5 metru. Byl opevněn mohutnou zdí a vcházelo se do něj bránou na severozápadní straně. Je postaven z místního andezitového kamene se zpevněnými pískovcovými nárožími. Opevnění představuje čtrnáct, do hradební linie vestavěných bašt se střílnami. Podobné hrady dal stavět král Béla IV. z důvodu zvýšení obranyschopnosti země během vpádu Mongolů po celém uherském království.
Na hrad vede zpevněná asfaltová cesta. Přístupová cesta slouží jako naučná stezka. Celý hradní vrch je Národní přírodní rezervací. Opevnění hradu je zachovalé, včetně bašt. Donjon umožňuje výhled na okolí od Vysokých Tater, přes Levočské vrchy, Čergov a Slanské vrchy. Dobře jsou viditelné i zříceniny Kapušanského a Kamenického hradu.